# Liste der Untersuchungsausschüsse des Landtags von Sachsen-Anhalt
Im Folgenden werden sämtliche Untersuchungsausschüsse des Landtags von Sachsen-Anhalt aufgelistet. Dabei wird eine Unterteilung nach den einzelnen Legislaturperioden vorgenommen um eine gute Lesbarkeit zu gewährleisten. Weiter wird der Ausschuss namentlich benannt, sein Untersuchungsauftrag erwähnt und der Zeitraum in der seine Beratungen stattfanden aufgelistet. Im Landtag von Sachsen-Anhalt werden die Untersuchungsausschüsse unabhängig von der Wahlperiode nummerische fortgezählt. Nur in der 2. Wahlperiode gab es eine auf die Wahlperiode bezogene Zahlweise und eine fortlaufende Zählweise.

## 1. Wahlperiode (1990–1994)
- 1. Untersuchungsausschuss „Besetzungsverfahren der einzelnen Schulformen“" (1991–1994)[1]
- 2. Untersuchungsausschuss „Ausspähaffäre“ (1992–1994)[2][3][4][5]
- 3. Untersuchungsausschuss „Treuhandanstalt“ = sog. Treuhand-Ausschuss (1994)[6]

## 2. Wahlperiode (1994–1998)
- 1. Untersuchungsausschuss „Privatisierung Treuhandbetriebe“ = 4. Parlamentarischer Untersuchungsausschuss (1994–1998)[7]
- 2. Untersuchungsausschuss „Fördermittel-Affäre“ = 5. Parlamentarischer Untersuchungsausschuss (1996–1997)[8]
- 3. Untersuchungsausschuss „Vorzimmeraffäre“ = 6. Parlamentarischer Untersuchungsausschuss (1997–1998)[9][10][11]

## 3. Wahlperiode (1998–2002)
- 7. Untersuchungsausschuss „Kauf der Liegenschaft Luisenstraße 18 ‚Möwe‘ in 10117 Berlin“ = sog. Möve-Ausschuss (1999–2000)[12]

## 4. Wahlperiode (2002–2006)
- 8. Untersuchungsausschuss „Amtsmissbrauchs-Vorwürfe“ (2003–2005)[13]
- 9. Untersuchungsausschuss „Beratungsleistungen“ (2004–2006)[14]

## 5. Wahlperiode (2006–2011)
- 10. Untersuchungsausschuss „Klärung von Vorfällen mit rechtsextremistischem oder fremdenfeindlichem Hintergrund im Geschäftsbereich des Ministeriums des Innern“ (2007–2010)[15]
- 11. Untersuchungsausschuss „Verbringung und Lagerung von Abfall“ (2008–2011)[16]
- 12. Untersuchungsausschuss „dienst-rechtlichen Angelegenheiten“ (2010–2011)[17]

## 6. Wahlperiode (2011–2016)
- 13. Untersuchungsausschuss „Fördermittel“ (2012–2015)[18]
- 14. Untersuchungsausschuss „Beteiligungen“ (2013–2016)[19]

## 7. Wahlperiode (2016–2021)
- 15. Untersuchungsausschuss „Gutachten-Affäre“ (2016–2021)[20]
- 16. Untersuchungsausschuss (2016–2021)[21]
- 17. Untersuchungsausschuss (2016–2021)[22]
- 18. Untersuchungsausschuss „Lotto-Toto“ (2019–2021)[23]
- 19. Untersuchungsausschuss „Anschlag in Halle (Saale) 2019“ (2019–2021)[24]
- 20. Untersuchungsausschuss „Giftschlammgrube Brüchau und Bergwerk Teutschenthal“ (2020–2021)

## 8. Wahlperiode (2021–2026)
- 21. Untersuchungsausschuss „Anschlag auf den Magdeburger Weihnachtsmarkt“ (seit 2025)